# Herman Cornejo
Herman Cornejo (Villa Mercedes, San Luis; 13 de mayo de 1981) es un bailarín de ballet y actor argentino de trascendencia internacional.
Comenzó sus estudios a los ocho años en el Instituto Superior de Arte del Teatro Colón. A los 14 años recibió una beca del American Ballet, la escuela de danza del Ballet de Nueva York. Al volver a Buenos Aires, en 1995, ingresó al Ballet Argentino de Julio Bocca.
A los 16 años Cornejo recibió la medalla de oro de la VIII Competencia Internacional de Danza, realizada en Moscú en 1997. Fue el bailarín más joven de la historia de la competencia y sólo pudo participar gracias a una excepción. A su regreso fue promovido a bailarín principal del Ballet Argentino de Bocca y se alternó con él en los papeles principales del repertorio durante las giras mundiales de su compañía. En 1999 se integró al American Ballet Theatre junto a su hermana Érica, donde fue promovido a solista en 2000 y a bailarín principal en 2003.
En 2009 fue galardonado con el diploma al mérito de la Fundación Konex en la categoría música clásica y en 2019 con el Konex de Platino. En 2014, por su parte, recibió el Premio Benois de la Danse que se entrega en el Teatro Bolshoi, considerado el Óscar de la danza.